# 부장관 (영국)
영국에서 부장관(副長官, minister of state)은 영국 정부의 각료로서, 장관보다는 하위의 직책이지만 정무 차관이나 의회 담당 비서관(Parliamentary Private Secretary)보다는 상위의 직책이다.  